# Réserve intégrale Opal Creek
La réserve intégrale Opal Creek (anglais : Opal Creek Wilderness) est une aire sauvage de 82 km2 située dans l’Oregon au nord-ouest des États-Unis. Elle est située à l’intérieur de la forêt nationale de Willamette à proximité du mont Hood au sein de la chaine des Cascades.
L’aire sauvage est désignée depuis le 30 septembre 1996 à la suite d'une lutte de plus de vingt ans en vue de protéger la zone de l’exploitation forestière et minière.

## Géographie

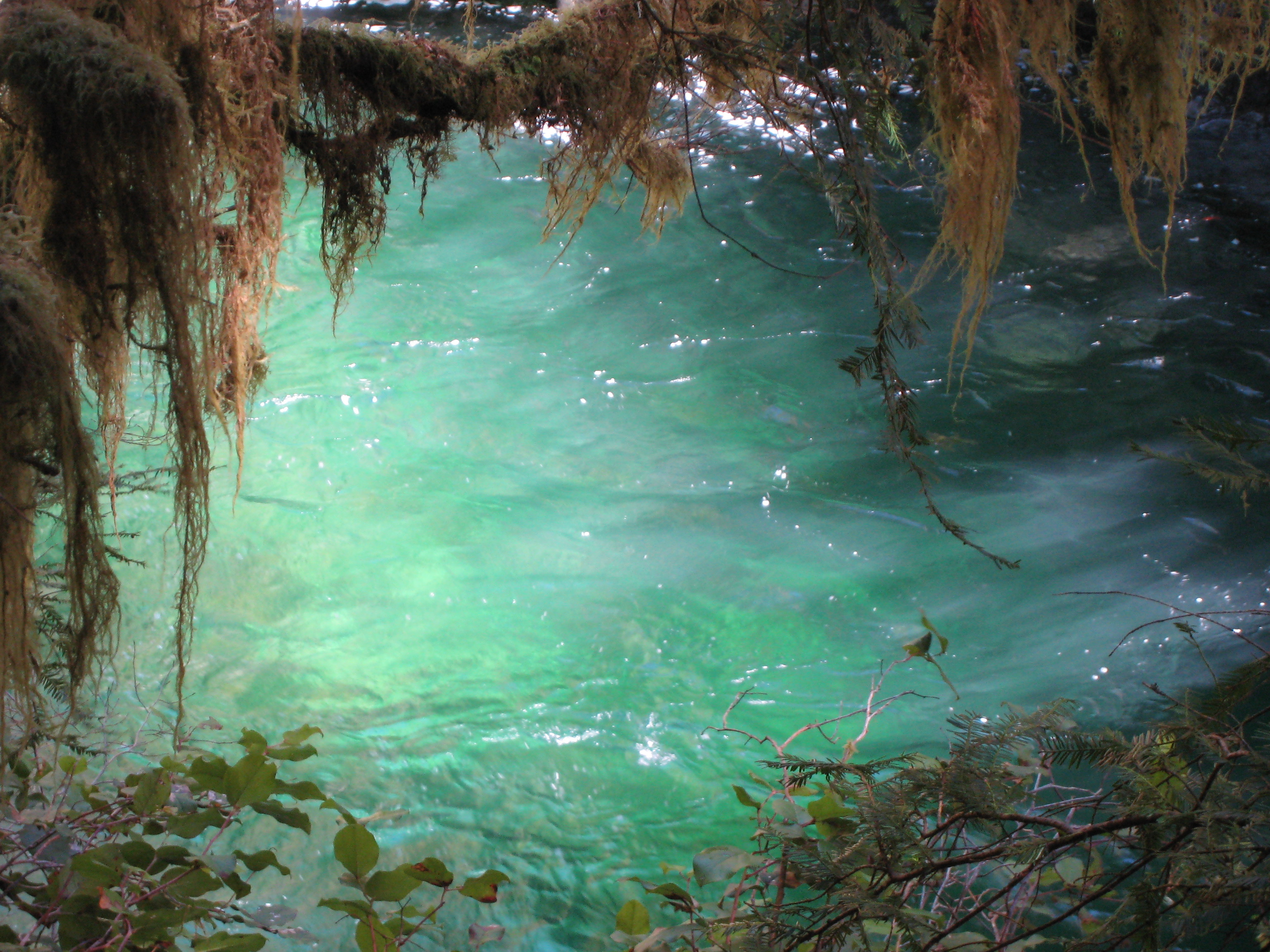
Opal pool.

À proximité de l’aire sauvage se trouve également la réserve intégrale Bull of the Woods,.

## Milieu naturel
La vallée du cours d’eau Opal Creek abrite 50 cascades et cinq lacs. Elle abrite une forêt primaire dont les plus vieux arbres ont entre 500 et 1 000 ans. La forêt est composée du Sapin de Douglas, du Thuya géant de Californie et de la Pruche de l'Ouest. On y trouve également l’Aulne rouge, l’Érable à grandes feuilles et le rhododendron.